# 斑異育鱂
斑異育鱂（学名：Allotoca maculata）為輻鰭魚綱鯉齒目鯉齒亞目谷鱂科的其中一種，為熱帶淡水魚，被IUCN列為極危保育類動物，分布於中美洲墨西哥Ameca河流域，體長可達6.5公分，棲息在泥底質、水質清澈的淺水域，生活習性不明。
其种加词“maculata”意为“有斑点的”。